# Carl Westphal
Carl Friedrich Otto Westphal (ur. 23 marca 1833 w Berlinie, zm. 27 stycznia 1890 w Kreuzlingen) – niemiecki lekarz neurolog i psychiatra.

## Życiorys
Urodził się w Berlinie jako syn Ottona Carla Friedricha Westphala (1800–1879) i Karoline Friederike Heine. W 1851 zaczął studia medyczne; studiował w Berlinie, Heidelbergu i Zurychu. Po ukończeniu studiów podjął pracę w berlińskim szpitalu Charité, i został asystentem Wilhelma Griesingera oraz Karla Idelera. W 1869 został profesorem nadzwyczajnym psychiatrii, a w 1874 profesorem zwyczajnym.
Uczniami Westphala byli m.in. Binswanger, Fürstner, Hitzig, Moeli, Siemerling, Sioli, Westphal, Pick, Oppenheim i Wernicke.
Po 1886 zaczęły się u niego nasilać objawy postępującej choroby umysłowej, które ostatecznie doprowadziły do jego odejścia z kliniki i katedry. Zmarł w sanatorium w Kreuzlingen. Badanie pośmiertne ujawniło zaniki płatów czołowych i zwyrodnienie sznurów tylnych, prawdopodobnie na tle kiłowym. Wspomnienia o nim napisali Binswanger, Ernst Siemerling i Moeli.
Ożenił się z Klarą Mendelssohn, córką bankiera Alexandra Mendelssohna. Syn Alexander Carl Otto Westphal również został neurologiem; drugi syn Ernst (1871–1949) był prawnikiem; Anna (1864–1943) wyszła za Eduarda Sonnenburga, Marie (1867–1957) wyszła za bankiera Franza von Mendelssohna młodszego.

## Dorobek naukowy
W 1871 wprowadził termin agorafobii, używany do dziś. Powiązał wiąd rdzenia z niedowładem. Opisał jako jeden z pierwszych tzw. pseudosclerosis, czyli zwyrodnienie wątrobowo-soczewkowe. Razem z Wilhelmem Heinrichem Erbem opisał nieprawidłowości odruchów głębokich w wiądzie rdzenia, tzw. objaw Erba-Westphala. Jego nazwisko jest też upamiętnione w eponimicznej nazwie jądra dodatkowego nerwu okruchowego.
W 1877 roku przedstawił jeden z pierwszych opisów narkolepsji. Trzy lata później Gélineau wprowadził stosowaną do dziś nazwę schorzenia. Obydwa opisy są oceniane współcześnie jako klasyczne opisy prawdziwych przypadków tej choroby.

## Wybrane prace
- Die Agoraphobie, eine neuropathische Erscheinung. Archiv für Psychiatrie und Nervenkrankheiten 3, ss. 138–161, 1871
- Künstliche Erzeugung von Epilepsie bei Meerschweinchen
- Affection des Nervensystems nach Pocken und Typhus
- Ueber einige durch mechanische Einwirkung auf Sehnen und Muskeln hervorgebrachte Bewegungs-Erscheinungen (Knie-, Fussphänomen). Archiv für Psychiatrie und Nervenkrankheiten 5, ss. 803–834, 1875
- Eigentümliche mit Einschlafen verbundene Anfälle. Archiv für Psychiatrie und Nervenkrankheiten 7, ss. 631–635, 1877
- Ueber eine dem Bilde der cerebrospinalen grauen Degeneration ähnliche Erkrankung des centralen Nervensystems ohne anatomischen Befund, nebst einigen Bemerkungen über paradoxe Kontraktionen. Archiv für Psychiatrie und Nervenkrankheiten 14, ss. 87-134, 1883
- Psychiatrische Abhandlungen. Berlin, A. Hirschwald, 1892
- Carl Westphal's gesammelte Abhandlungen. Berlin : Hirschwald, 1892